# Sergueï Soloviov (réalisateur)
Pour les articles homonymes, voir Sergueï Soloviov et Soloviov.
Sergueï Aleksandrovitch Soloviov (en russe : Сергей Александрович Соловьёв ; né le 25 août 1944 à Kem et mort le 13 décembre 2021 à Moscou,) est un réalisateur, scénariste, acteur et producteur soviétique puis russe, membre de l'Union cinématographique de la fédération de Russie.
Son film Le Pigeon sauvage a reçu le grand prix du jury de la Mostra de Venise en 1986. Il  est distingué artiste du peuple de la fédération de Russie en 1993.

## Biographie
Le père du réalisateur, Aleksandre Dmitrievitch Soloviov, est un militaire et chef du département de contre-espionnage (dit le SMERSH) au Front de Carélie pendant la Seconde Guerre mondiale.
À l'âge de 14 ans, Sergueï Soloviov joue dans le spectacle Les Étendues insondables (Дали неоглядные) d'Igor Vladimirov au Théâtre Tovstonogov, d'après la pièce de Nikolaï Virta. Il suit une formation à l'art dramatique au théâtre de la création pour la jeunesse (Театр юношеского творчества) de Léningrad. Il étudie à l'Institut fédéral d'État du cinéma dans la classe de maître de Mikhaïl Romm et Aleksandr Stolper. En 1969, sa carrière commence à Mosfilm avec le tournage de deux des quatre épisodes de la série télévisée Le Bonheur conjugal, inspirée des œuvres d'Anton Tchekhov. Soloviov reçoit un Ours d'argent à la Berlinale 1975 et le prix d'État de l'URSS pour Cent jours après l'enfance. Le réalisateur est membre du jury de la Mostra de Venise en 1981 et 1987.
Son film Assa, sorti en 1987, comportant de nombreux morceaux de rock russe de l'époque, devient culte dans le contexte de la perestroïka. Il réalise deux autres films qui exploitent le sujet développé dans Assa, intitulés Rose noire – emblème de la tristesse, rose rouge – emblème de l’amour en 1989, et Une Maison sous le ciel étoilé en 1991, qui, avec le premier volet, sont aujourd’hui considérés comme une trilogie. Ses œuvres reflètent parfaitement l'ambiance des dernières années de l'URSS. En 1995-1997, le réalisateur fait partie du jury du Festival international du film de Moscou.
À la télévision, de 1987 à 1995, Soloviov présente l'émission SAS (САС) consacrée à l'histoire du cinéma national et une autre, intitulée Ceux avec qui je... (Те, с которыми я…), créée en 2010, consacrée à ses collègues et amis artistes .
Soloviov est membre du conseil et professeur à l'Institut national de la cinématographie. À son initiative, un monument à l'effigie d'Andreï Tarkovski, Vassili Choukchine, et Guennadi Chpalikov fut érigé à l'entrée de l'établissement en 2009.
Il est fondateur et président du Festival international des débuts cinématographiques Esprit de feu (Дух огня) qui se déroule depuis 2003 à Khanty-Mansiïsk.
Il reçoit en 2009 une attestation spéciale du président de la fédération de Russie, pour sa contribution au développement de la cinématographie nationale.

## Filmographie

### Réalisateur
- 1970 : Le Bonheur familial (Семейное счастье, Semeynoe schaste)
- 1972 : Le Maître de poste (ru) (Станционный смотритель, Stantsionnyy smotritel)
- 1971 : Iegor Boulytchov et autres (ru)
- 1972 : Le Chef de gare (ru)
- 1974 : Cent Jours après l'enfance (Сто дней после детства, Sto dney posle detstva)
- 1978 : Mélodies des nuits blanches (Мелодии белой ночи, Melodii beloy nochi)
- 1980 : Le Sauveur (Спасатель, Spassatel)
- 1982 : Héritière directe (ru) (Наследница по прямой, Naslednitsa po pryamoï)
- 1983 : Les Élus (ru) (Избранные, Izbrannye)
- 1986 : Le Pigeon sauvage (Чужая белая и рябой, Tchoujaïa Belaïa i Riaboï)
- 1987 : Assa (Асса, Assa)
- 1989 : Rose noire – emblème de la tristesse, rose rouge – emblème de l'amour (Чёрная роза – эмблема печали, красная роза – эмблема любви,Tchiornaïa roza - emblema petchali, krasnaïa roza - emblema lioubvi)
- 1991 : Une maison sous le ciel étoilé (Дом под звёздным небом, Dom pod zvyozdnim nebom)
- 1994 : Les Trois Sœurs (ru) (Три сестры, Tri sestry)
- 1999 : Ivan Tourgueniev
- 2000 : L'Âge tendre (Нежный возраст, Nejny vozrast)
- 2004 : De l'amour (ru) (О любви, O lioubvi)
- 2008 : Assa 2 (ru) (2-Асса-2, 2-Assa-2)
- 2009 : Anna Karénine (Анна Каренина, Anna Karenina)
- 2010 : De la même classe (ru) (Одноклассники, Odnoklassniki)
- 2016 : Les Baskets (ru) (Ке-ды, Ke-Dy)
- 2020 : Uti-Uti-Uti (ru) (Ути-ути-ути, Uti-Uti-Uti)

### Scénariste
- 1966 : Regardez le visage de Pavel Kogan et Piotr Mostovoï (Взгляните на лицо) - documentaire

## Récompenses
- Berlinale 1975 : Ours d'argent du meilleur réalisateur pour Cent jours après l'enfance
- Mostra de Venise 1986 : Grand prix du jury pour Tchoujaïa Belaïa i Riaboï